# Ořechovec vejčitý

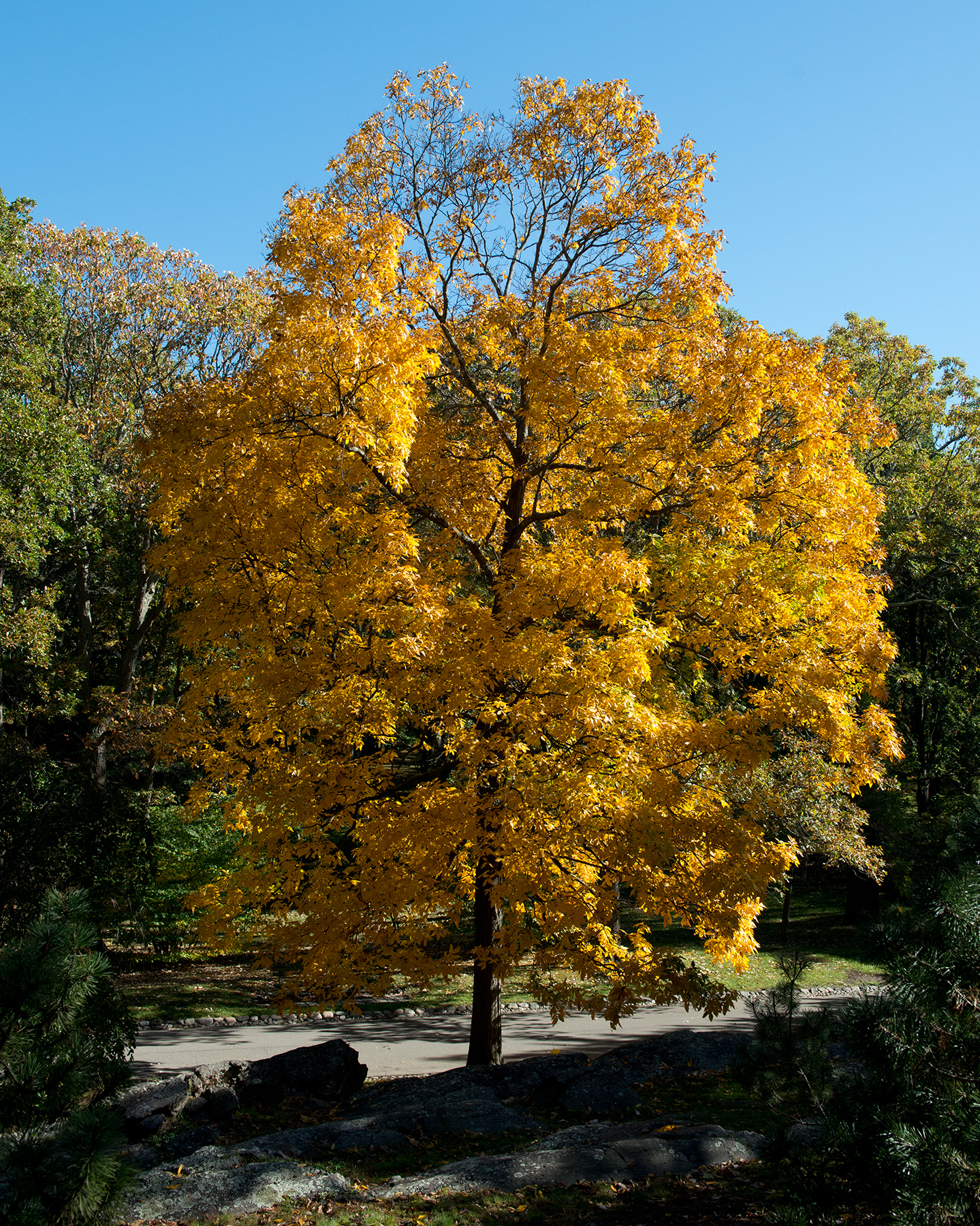
Strom v podzimním šatu

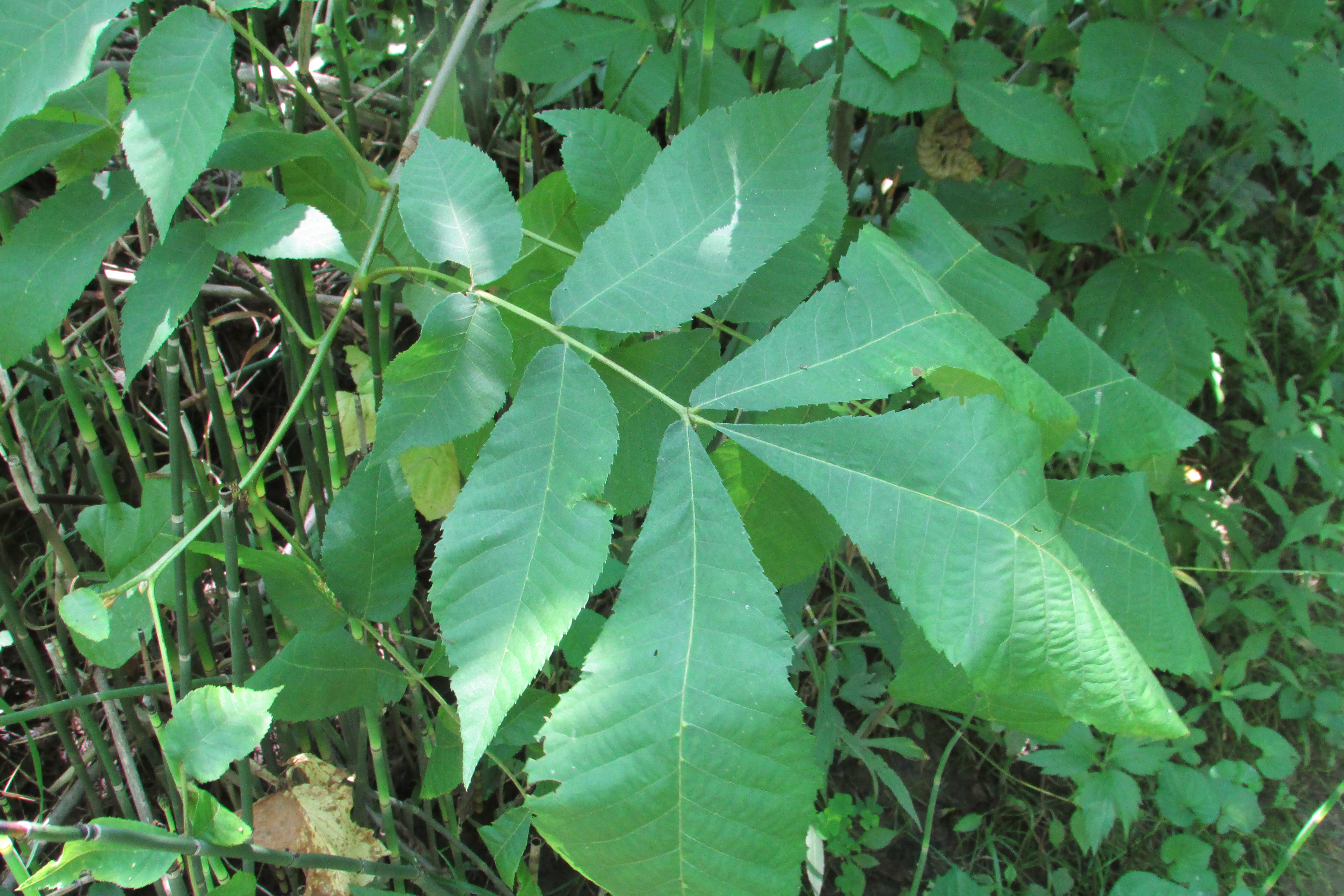
Listy během vegetace

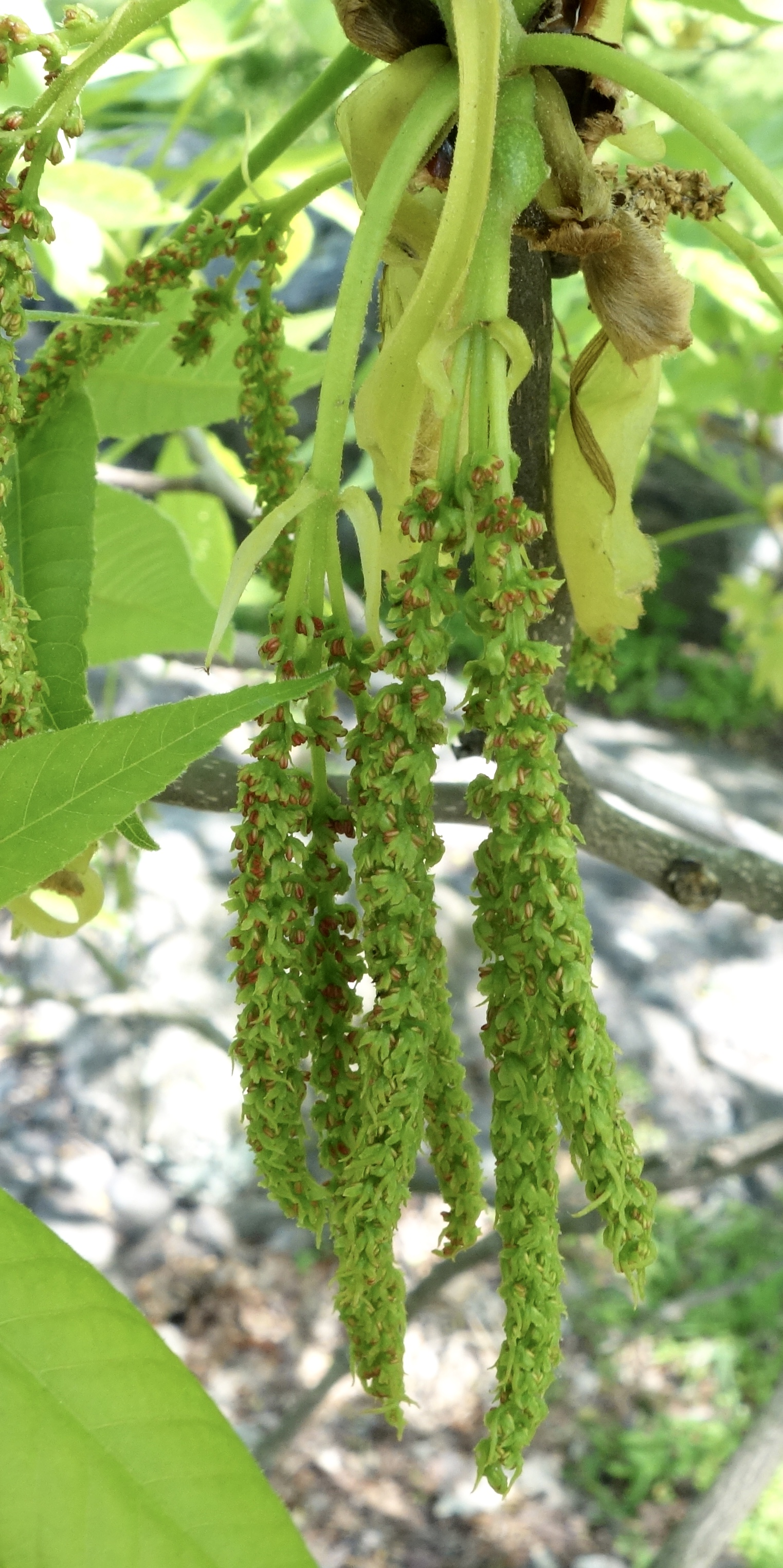
Samčí květenství

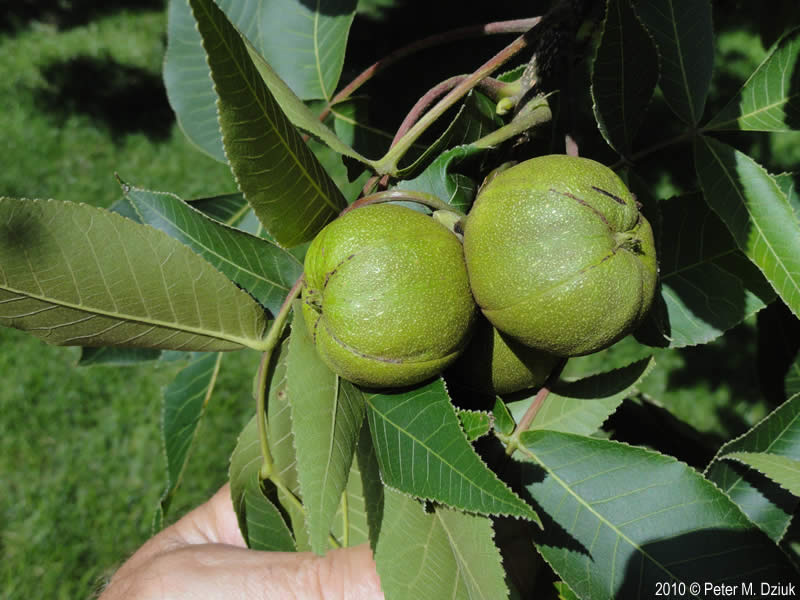
Nezralé plody

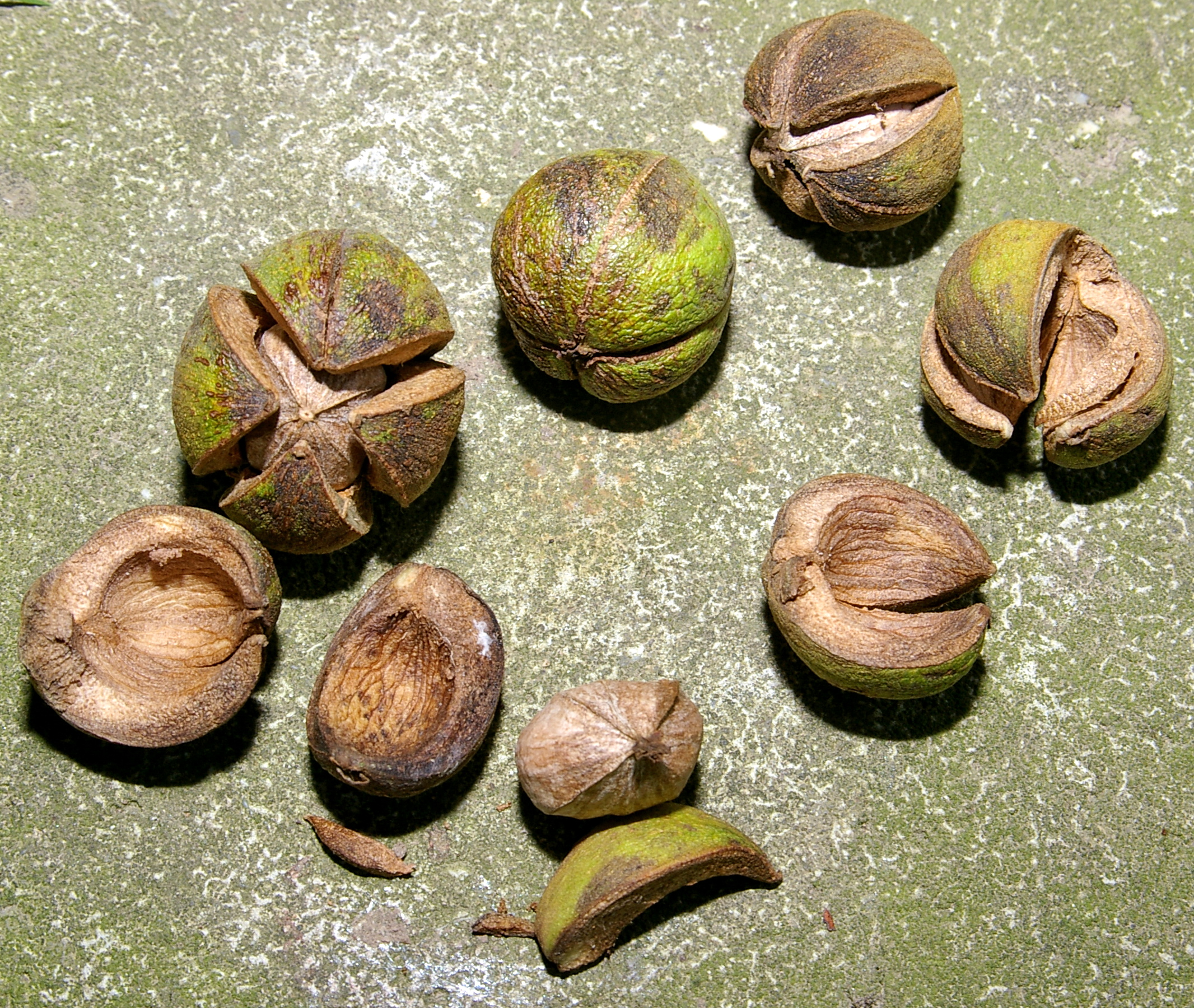
Plody s puklou slupkou

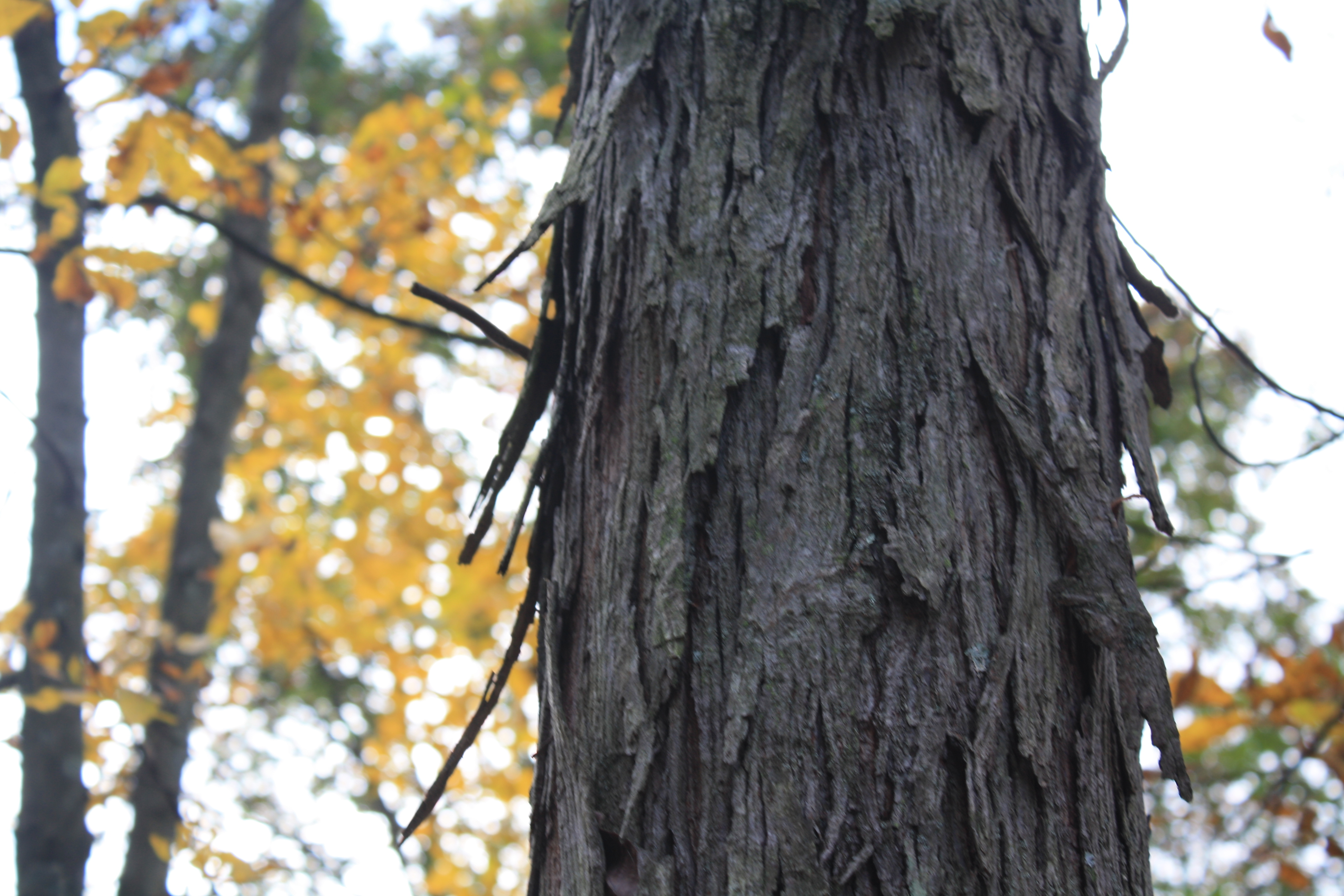
Odlupčivá kůra kmene

Ořechovec vejčitý (Carya ovata) je přes dvacet metrů vysoký listnatý strom, pocházející ze Severní Ameriky. Je opadavá jednodomá dřevina, která se tu a tam pěstuje jako okrasná rostlina, nebo pro plody vzhledem i chutí částečně podobné vlašským ořechům.

## Rozšíření
Druh pochází z jihovýchodní části Kanady, východu Spojených států a severovýchodu Mexika. Na severu jeho areál začíná na jihu kanadských provinciích Québec a Ontario a na jihu končí disjunktně v horách severovýchodního Mexika. V centru takto vymezeného prostoru se vyskytuje ve většině východních států Spojených států amerických, počínaje od jihovýchodní Nebrasky a jihovýchodní Minnesoty po Maine a pak dále na jih do Georgie, Alabamy, Mississippi a Louisiany až po východní Texas.
Do Evropy byl strom dovezen v 17. století a postupně vysazován hlavně v oblastech od Belgie, Nizozemska a Polska po Bělorusko. V Česku byl použit okolo roku 1865 na zahradě zámku v Hluboké. Mezi dvacátými a třicátými léty dvacátého století nechal Jan II. z Lichtenštejna několik těchto neobvyklých stromů vysázet do areálu tehdejšího arboreta Tři Grácie v Lednicko-valtickém areálu na jižní Moravě, také byla vysázena alej asi třiceti těchto stromů v obci Domoušice v okrese Louny v severozápadních Čechách. Lze jej také spatřit jako cizokrajnou dřevinu v některých botanických zahradách či arboretech, např. v Dendrologické zahradě v Průhonicích, Arboretu v Žampachu nebo v Zoologické zahradě ve Dvoře Králové.

## Ekologie
Ořechovec vejčitý je jedním z nejodolnějších druhů rodu ořechovec a přestože nejlépe roste ve vlhkém podnebí, je schopen se přizpůsobit široké škále klimatických podmínek. Ve výše specifikovaném areálu se průměrné roční srážky pohybují od 760 do 2030 mm a během vegetačního období tam místy spadne od 510 po 1020 mm. Množství sněhu v zimním období bývá v jižní a jihozápadní části území menší než 3 cm, kdežto na severovýchodě areálu dosahuje až 250 cm. Průměrná roční teplota bývá na severu jen okolo 4 °C, ale na jihu téměř 21 °C, lednová teplota se pohybuje od -9 °C do +13 °C a červnová od 18 °C po 27 °C. Délka vegetačního období je také velice rozdílná, pohybuje se od 140 dnů na severu po 260 dnů na jihu. Strom přežívá, obyčejně bez potíží, pokles zimních teplot až k -40 °C.
Na jihu se strom často vyskytuje podél údolních vodních toků a jejich zátočin, kdežto na severu bývá jeho výskyt nejčastěji spojován s horskými svahy, nižšími zalesněnými srázy, roklemi i s okraji četných bažinatých území. Roste od mořské hladiny po nadmořskou výšku blízkou 1400 m n. m. Stromy tohoto druhu se zhusta vyskytují jako rozptýlení jedinci nebo v malých skupinách, pouze ojediněle vytvářejí čisté jednodruhové porosty. Často v lužních společenstvech roste společně s dubem sametovým, dubem červeným, dubem bílým a jasanem pensylvánským. Nejlépe mu vyhovuje hluboká, výživná a vlhčí půda na teplém stanovišti, které může být na plném slunci nebo i v polostínu. Mladí jedinci přetrvávají po mnoho let v lese ve stínu pod hustým příkrovem korun a po jeho uvolnění rychle reagují a rostou do výšky. Je společně s duby výhodným druhem pro pěstování v lesích s dobou obmýtí 200 a více let.
Nejstarší exempláře se dožívají věku i přes 350 let. Stupeň ploidie x = 16, časem se vytvořili jedinci diploidní (2n = 32) i tetraploiní (2n = 64), obé rostou ve vzájemné blízkosti. Pyl ze samčích květů dozrává a je na samičí přenášen větrem v čase, kdy nově rašící listy jsou již téměř v plné velikosti; na jihozápadě areálu to bývá koncem března a na severovýchodě počátkem června.

## Popis
Ořechovec vejčitý je jednodomý strom s větrosprašnými samčími i samičími květy na stejném jedinci. Vyrůstá do průměrné výše 21 až 24 m a jeho výčetní tloušťka bývá 30 až 60 cm, v ideálních podmínkách může dorůst do 40 m a tloušťka kmene dosáhnout až 120 cm. Kmen je nejčastěji rovný, válcovitého tvarů, občas se však vyskytují stromy s tendencí rozvětvovat se v polovině či dvou třetinách délky, koruna stromu bývá vejčitého tvaru a častokrát je nepravidelná. Je považován za dřevinu odolávající silnému větru. Mladí jedinci mají kůru světle hnědou a hladkou, stromy ve věku od třiceti až čtyřiceti let již mívají kmen s kůrou roztřepenou a odlupčivou. Pupeny jsou poměrně velké a jsou chráněné plstnatými šupinami.
Listy s řapíky vyrůstají střídavě, nemají palisty, jsou lichozpeřené a bývají dlouhé od 20 po 50 cm. Mívají většinou pět lístků s krátkými řapíčky a z nich největší, střední, je obvykle dlouhý 12 až 15 cm. Čepele lístků mají obvejčitý tvar, na konci jsou zašpičatělé, na pilovitém obvodě jsou chlupaté a rubové straně pýřité. Na podzim před opadem se listy zbarvují zlatožlutě.
Květy s redukovanými květními obaly vytvářejí jednopohlavná zelenavá květenství. Samčí květy tvoří do 10 až 15 cm dlouhé svěšené jehnědy sestavené do trojčetných stopkatých svazečků, které vyrůstají z paždí listů na větvích založených v předchozí vegetační sezoně, květy obsahují po pěti tyčinkách s pylem. Samičí květy vyrůstají na koncích nových výhonků v krátkých vzpřímených klasech tvořených jen několika květy, které mají semeník s přisedlou bliznou se čtyřmi laloky.
Plod je ve zralosti červenavě hnědá vejčitá peckovice (někdy nazývaná pseudopeckovice), velká 2,5 až 4,0 cm, která vznikla ze zdužnatělého kalichu a zákrovu. Tlustá slupka je oplodí, které ve zralosti puká několika chlopněmi a uvolňuje ořech. Ten je světle hnědý, oboustranně zašpičatělý a má tlustou skořápku a uvnitř je rozdělen čtyřmi podélnými lištami, sladké jádro z něj nelze vyloupnout vcelku.

## Rozmnožování
Stromy začínají prvé plody vytvářet ve věku asi až čtyřiceti roků, maximální množství produkují od 60 do 200 let, některé vydrží je poskytovat až do stáří 300 roků. Zpravidla plodí nepravidelně, dobrá úroda semen se vyskytuje v intervalech od jednoho do tří let. V dobrém roce dává strom až 70 litrů ořechů, ty jsou poměrně těžké a jeden kilogram jich obvykle obsahuje okolo 220 kusů. Některé druhy hmyzu, hlavně brouci obaleči a nosatci, snižují vyžíráním jádra jejich klíčivost nebo způsobují předčasný opad; průměrná klíčivost čerstvých nepoškozených ořechů se pohybuje od 50 do 75 %. Ořechy jsou pro svou váhu rozptylovány jen místně gravitací nebo zvěří, např. veverkovitými hlodavci, veverkami nebo čipmanky.
Čerstvé plody vykazují dlouhou dormanci, kterou přirozeně překonávají přezimováním ve vlhkém lesním humusu. Umělá stratifikace ve vlhku a při teplotě přibližně 3 °C trvá po dobu jednoho až tří měsíců, úspěšnost vyklíčení se stářím semen klesá. Klíčení je hypogeické, semenáč z počátku ihned vytváří dlouhý kořen, což ztěžuje pozdější přesazování. Jednoletá sazenice mívá průměrnou délku kořene okolo 30 cm a nadzemní výšku kmínku 7 cm, tříletá má obvykle kořen dlouhý již 80 cm a kmínek bývá vysoký pouhých 20 cm.
Téměř ze všech uřezaných nebo ohněm zahubených stromů raší z pařezů nebo kořenů výmladky, které časem mohou nahradit původní strom. Čím byl původní strom zdravější a mohutnější, tím se tvoří více výmladků z kořene než pařezu.

## Význam
Dřevo ořechovce vejčitého, známé také pod jménem hickora (hikora), je nejen kvalitní, ale i dekorativní. Je velmi husté, pevné, tvrdé a odolné proti nárazům. Používá se na speciální nábytek, podlahy a násady nástrojů (sekery, kladiva), paprsky dřevěných kol, žebříkové příčky, vybavení tělocvičen, sportovní nářadí (baseballové pálky). Je vynikající palivové dřevo, při uzení dává potravinám vynikající chuť, zhusta se používá k výrobě kvalitního dřevěného uhlí. Ořechy se dnes v Americe sklízejí z volně rostoucích i pěstovaných stromů, ale nejsou komerčně příliš důležité.
Ořechy, obsahující hodně bílkovin a tuků, slouží jako potrava, mimo výše uvedených veverkovitých i medvědu baribalovi a medvědu grizzlymu, liškám, králíkům, křečkům i různým drobným myšovitým savcům. Mladé rostliny svými listy také poslouží, v době nedostatku jiné potravy, jelenovitým i pasoucímu se domácímu dobytku.
V evropských podmínkách bývají výnosy ořechů mnohem menší než v podmínkách domoviny. Strom však může být, světle zeleným olistěním v létě a zlatavou barvou na podzim, atraktivním krajinářským stromem. Vytváří typicky úzkou korunu se stoupajícími horními a klesajícími spodními větvemi. Dobře roste i na chudých a kovy znečištěných půdách a odolává nízkým teplotám, pouze dlouhý kořen způsobuje problémy při přesazování.
Populace ořechovce vejčitého je organizací IUCN považována za stabilní a není vystavena žádným hrozbám. Druh je proto zařazen do kategorie mezi málo dotčené taxony (LC).